# Belostoma dilatatum
Belostoma dilatatum – gatunek wodnego pluskwiaka z podrzędu różnoskrzydłych i rodziny Belostomatidae.

## Taksonomia
Gatunek ten opisany został w 1863 roku przez Léona Dufoura jako Zaitha dilatata.

## Opis
Ciało długości od 45 do 53 mm. Drugi człon kłujki dłuższy od pierwszego. Oczy złożone znacznie dłuższe niż szerokie. Owłosienie brzusznej strony odwłoka sięga wieczka płciowego i pokrywa connexivum, nie zachodzi na sternity.

## Rozprzestrzenienie
Neotropikalny gatunek wykazany z Argentyny, Paragwaju, Urugwaju, Boliwii, brazylijskich stanów: Pará, Paraíba, Mato Grosso, Mato Grosso do Sul, Minas Gerais, São Paulo, Rio de Janeiro, Parana, Rio Grande do Norte oraz Rio Grande do Sul.